# Транспорт в Бангладеш

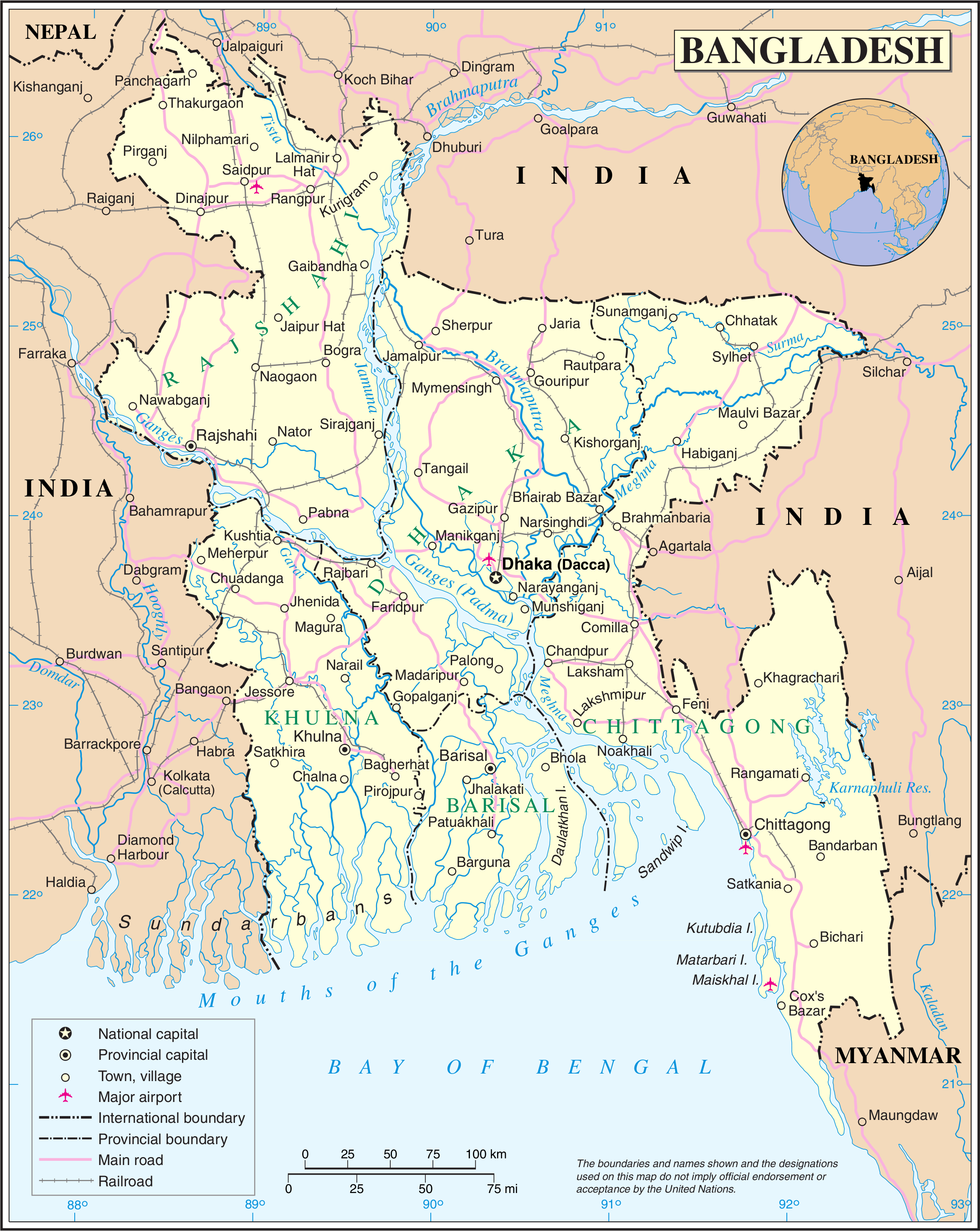
Система автомобильных дорог в Бангладеш

Тра́нспорт в Бангладеш (бенг. বাংলাদেশের পরিবহন ব্যবস্থা) — обширная и разнообразная система средств, предназначенная для перевозок пассажиров и грузов в Бангладеш.
В стране развитая транспортная инфраструктура. Многие из автомобильных дорог были построены во времена британской колониальной администрации в Бенгалии.

## Железнодорожный транспорт

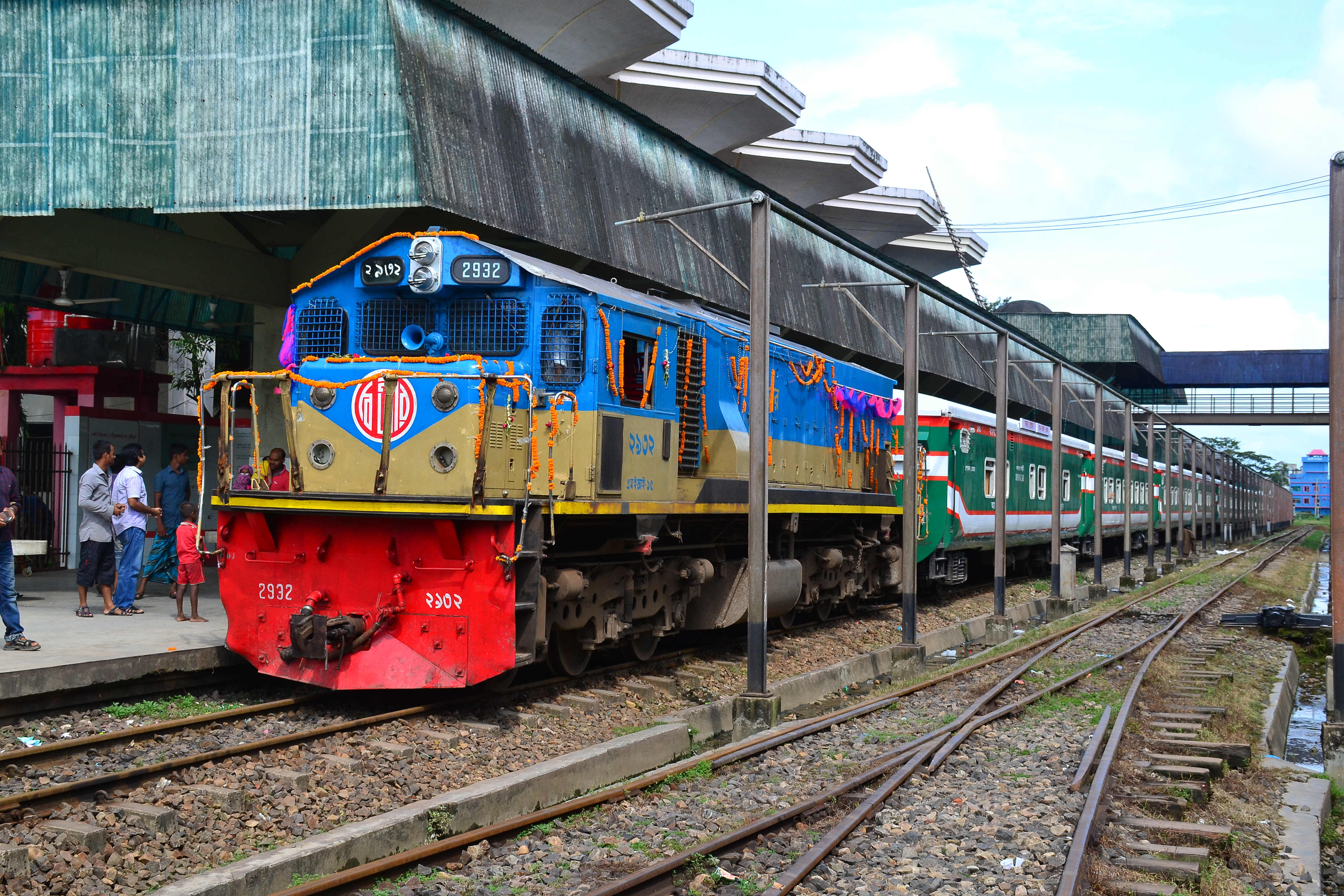
Поезд на вокзале города Силхет

Общая протяжённость ж/д путей — 2,622 километров, в т.ч.:

- широкая колея (1676 мм): 946 км;

- узкая колея (1000 мм): 1676 км (2010).
Место страны в мире по протяжённости железных дорог — 63.
Пассажиропоток (январь-октябрь 2022 г.) — 55,37 млн человек.
Грузооборот (январь-октябрь 2022 г.) — 273,36 млн т грузов.

## Автомобильные дороги

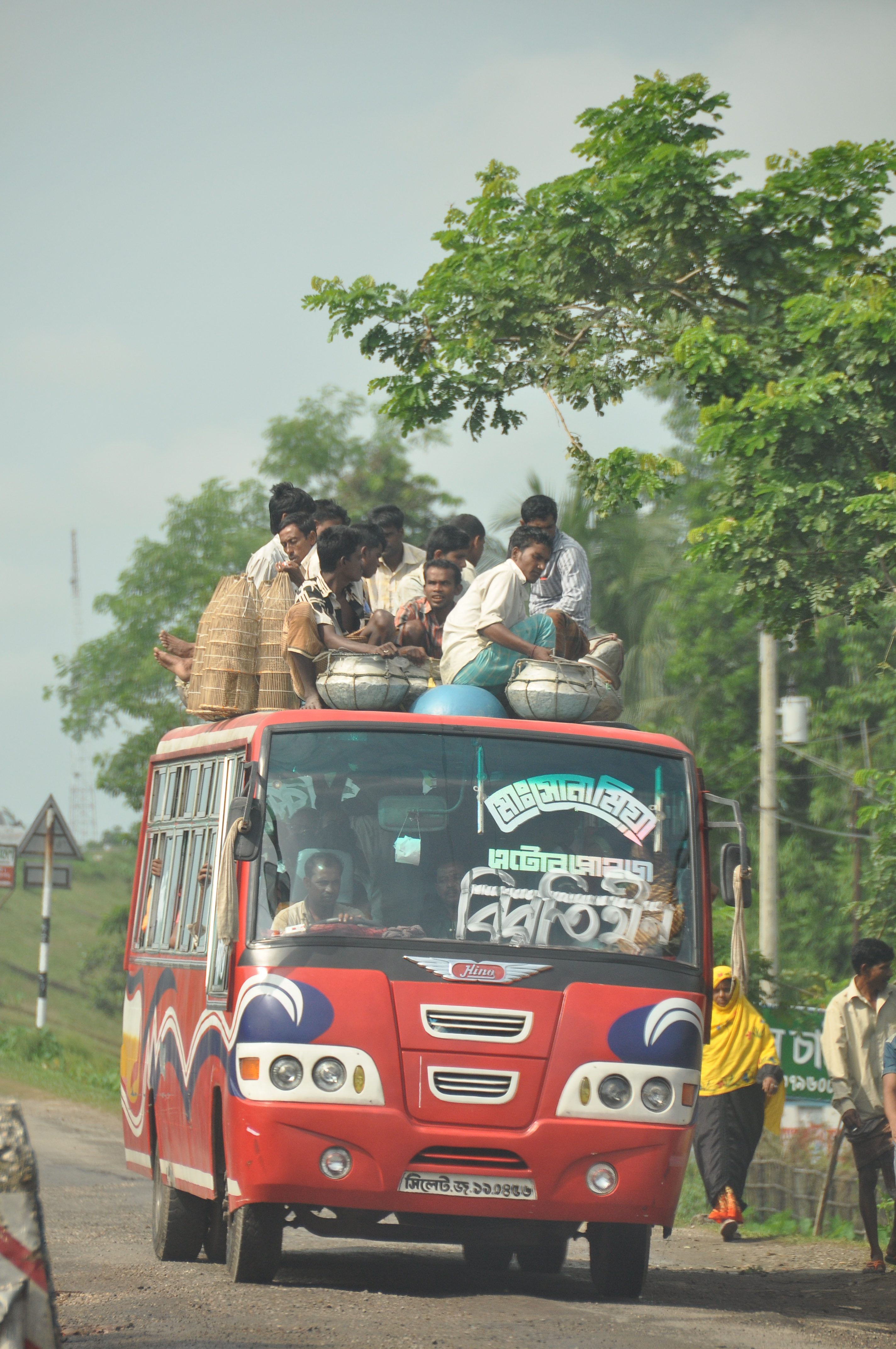
Пассажиры едут на крыше переполненного автобуса.

Общий километраж дорог в Бангладеш: 239,226 км

Место страны в мире: 21

асфальтированные дороги: 22,726 км

дороги без асфальта: 216,500 км (на 2003 год).

## Водный транспорт

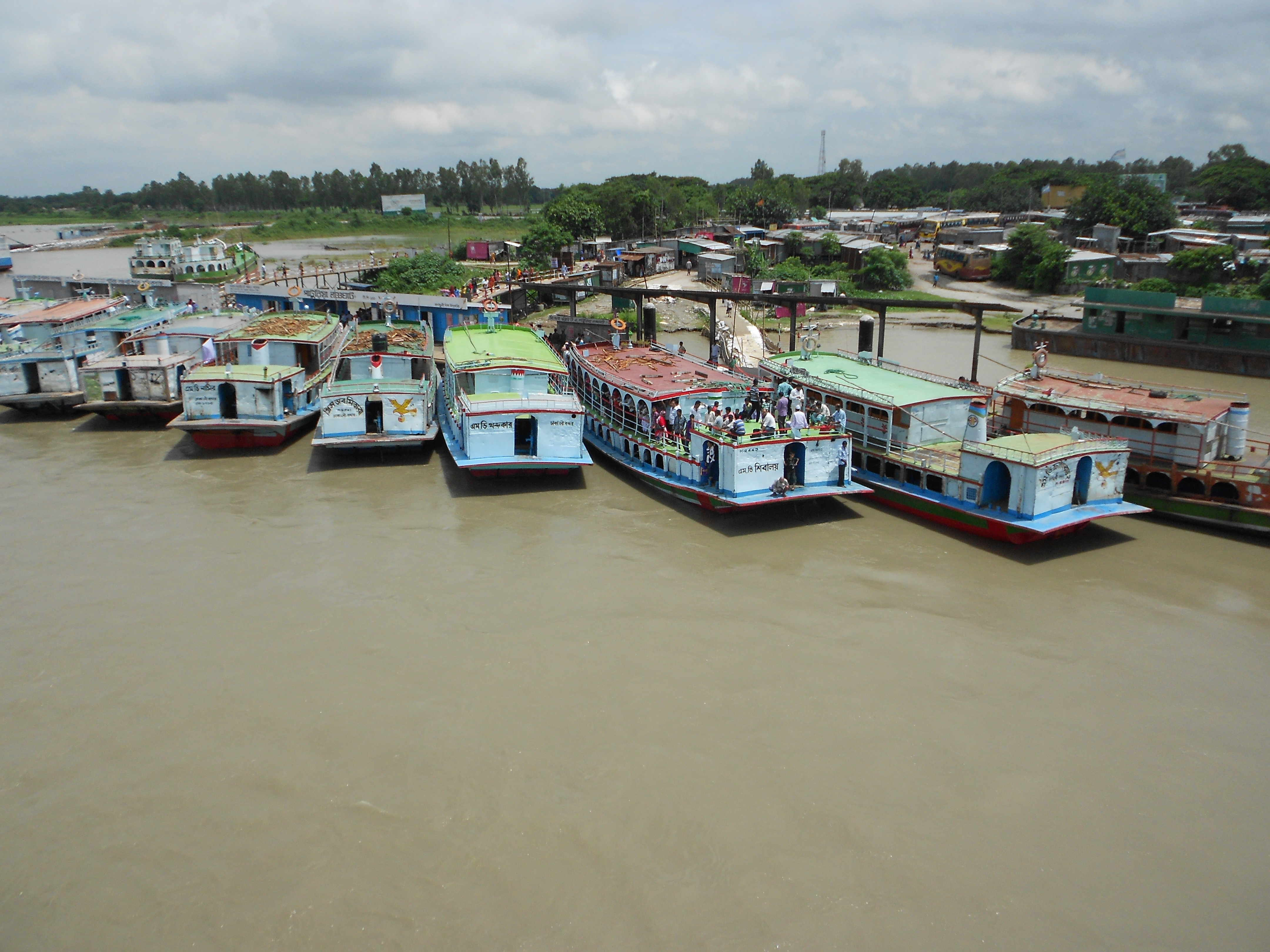
Причал пассажирских паромов

Длина водных путей сообщения: 8,370 км

место страны в мире: 17 (на 2010 год).

### Крупные порты
Читтагонг и Монгла.

## Авиационный транспорт

### Аэропорты с твёрдым покрытием взлетно-посадочных полос
Всего аэропортов: 15

более 3,047 метров: 2

от 2,438 до 3,047 м: 2

от 1,524 до 2,437 м: 6

от 914 до 1,523 м: 1

до 914 м: 4 (2010).
Самый крупный аэропорт страны — Международный аэропорт имени Шаха Джалала в Дакке, обслуживающий более 60% пассажиров международных и внутренних рейсов.

### Аэропорты с грунтовым покрытием взлетно-посадочных полос
Всего аэропортов: 2

от 1,524 до 2,437 м: 1
до 914 м: 1 (2010)

## Городской пассажирский транспорт
В столице государства Дакке 28 декабря 2022 г. была запущена первая линия метрополитена Дакки протяжённостью 20,1 км. Эта линия номер 6 (Line 6) системы MRT (Mass Rapid Transit) стала первым этапом в строительстве системы скоростного пассажирского транспорта Дакки, цель которой — разгрузить городские дороги и избавить столицу страны от огромных пробок.